# 10,5 cm Gebirgshaubitze 40
O 10,5 cm Gebirgshaubitze 40 (10,5 cm GebH 40) foi um canhão de artilharia de montanha criado, produzido e usado pela Alemanha durante a Segunda Guerra Mundial. Ao menos 420 destas armas foram feitas durante o conflito. O canhão foi utilizado em combates na Finlândia, Itália, França, na frente leste e nos Bálcãs. É considerado o canhão de montanha mais poderoso já construido. Após a guerra, seguiu no inventário de vários países europeus até meados da década de 1960.